# Bruchoscelis peculiaris
Bruchoscelis peculiaris är en insektsart som först beskrevs av Géza Horváth 1904. Bruchoscelis peculiaris ingår i släktet Bruchoscelis, och familjen Caliscelidae. Inga underarter finns listade i Catalogue of Life.